# San (peuple)
Pour les articles homonymes, voir San et Sans.
Les San sont un ensemble de peuples autochtones d'Afrique australe. Le terme San (prononcé /san/ ; pluriel San) tend à remplacer Bochiman (homme du bush), utilisé durant la période de la colonisation.
Les San seraient présents dans la région depuis 44 000 ans. Comme les pasteurs khoïkhoïs, ils pratiquent les langues à clics du groupe khoïsan, un ensemble linguistique sans intercompréhension et distinct des langues nigéro-congolaises majoritaires en Afrique subsaharienne. Persécutés par les Bantous et les Boers puis marginalisés par les colons britanniques, ils vivent aujourd'hui principalement dans le désert du Kalahari. Traditionnellement chasseurs-cueilleurs, ils sont désormais largement sédentarisés et ne seraient plus qu'environ 100 000.

## Ethnonymie

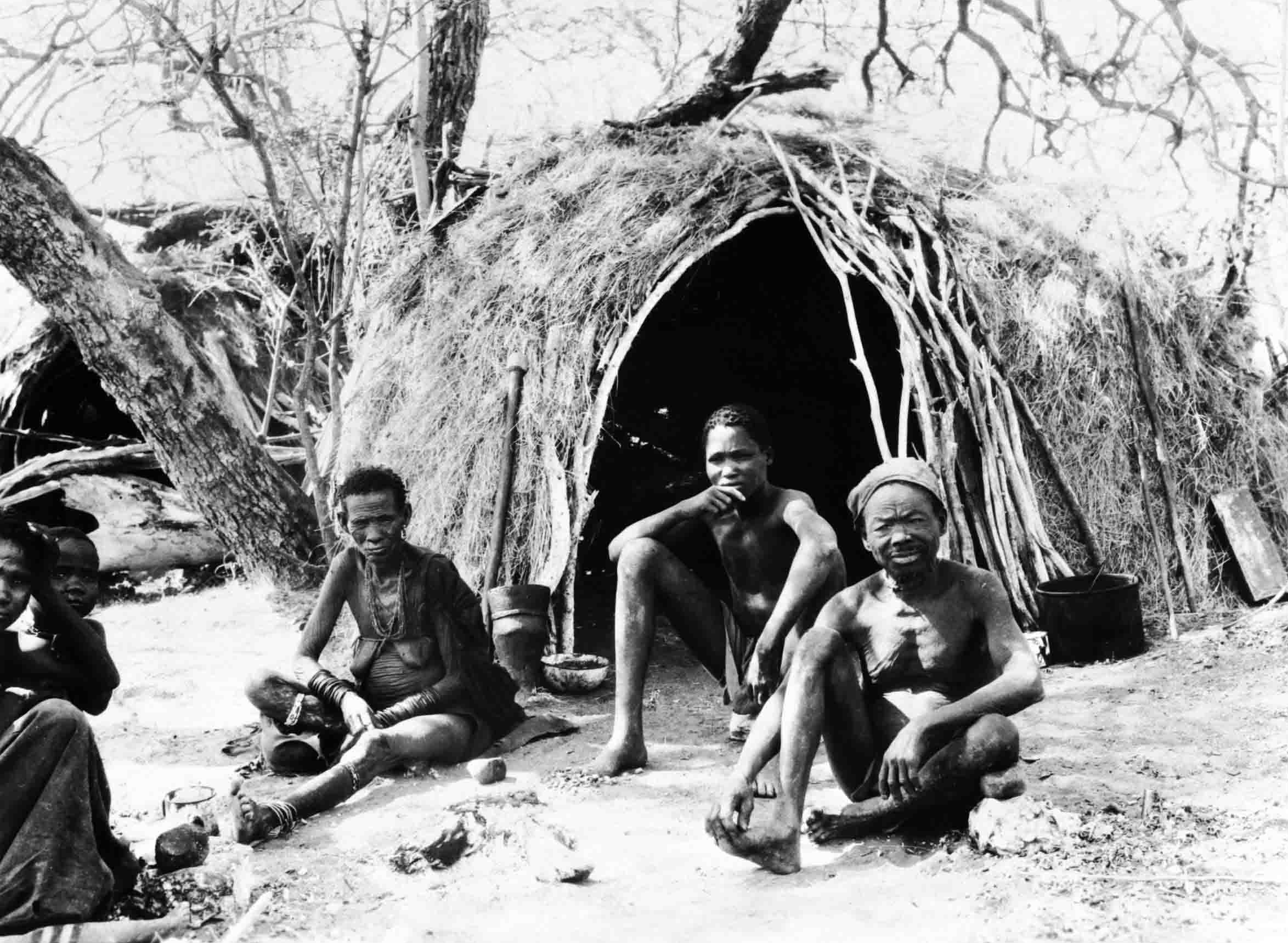
Campement San.

Selon les sources, on observe de multiples variantes : Basarwa, Bochiman, Boschimanes, Boschimans, Bushmen, Khoe, Khwe, Masarwa, San, Sans, Sarwa, Xam.
Le nom français « Bochimans » est dérivé du mot néerlandais « bosjesman », introduit par les Boers et signifiant littéralement « hommes des buissons », « hommes de la brousse » ou « hommes du bush ». Les colons anglais ont utilisé la traduction littérale « Bushmen ».
Les San se désignent par les noms des différents groupes qu'ils composent, !Kung, ǀXam, ǂKhomani, Nǀu, Gǀanda, Domkhoe, Kǀhessákhoe, Gani, Tanne, Tsʼéxa, Ncoakhoe, ǂHaba, Tsoa, Cire Cire, Deti, Ganádi, Shwakhwe, Nǀookhwe, Kǀoreekhwe, ǁʼAiye, ǀTaise, Tshidi, Danisi, Cara, ǀXaio, Auen, Kua, Xgana et Cgui (en), etc. Beaucoup de ces ethnonymes se terminent par un suffixe approchant de la racine khoe, qui signifie « les gens ». Par exemple, Shwakhwe signifie « les gens du salin ».
« San » est une dénomination générale introduite par leurs voisins Nama. Elle signifie en dialecte Haiǁom « cueilleurs ». Elle est plus politiquement correcte que « Bushmen » et les San l'utilisent eux-mêmes à leur tour. Toutefois, l'exonyme « Sankhoï », ceux qui ramassent par terre, reste opposé au nom par lequel les Khoïkhoï se désignent eux-mêmes, « Khoïkhoïs », ceux qui appartiennent à l'humanité. Auparavant, les San se définissaient simplement comme « ceux qui suivent l'éclair », car ils se déplaçaient en fonction des pluies pour se nourrir de fruits, de racines et de gibier.

## Histoire

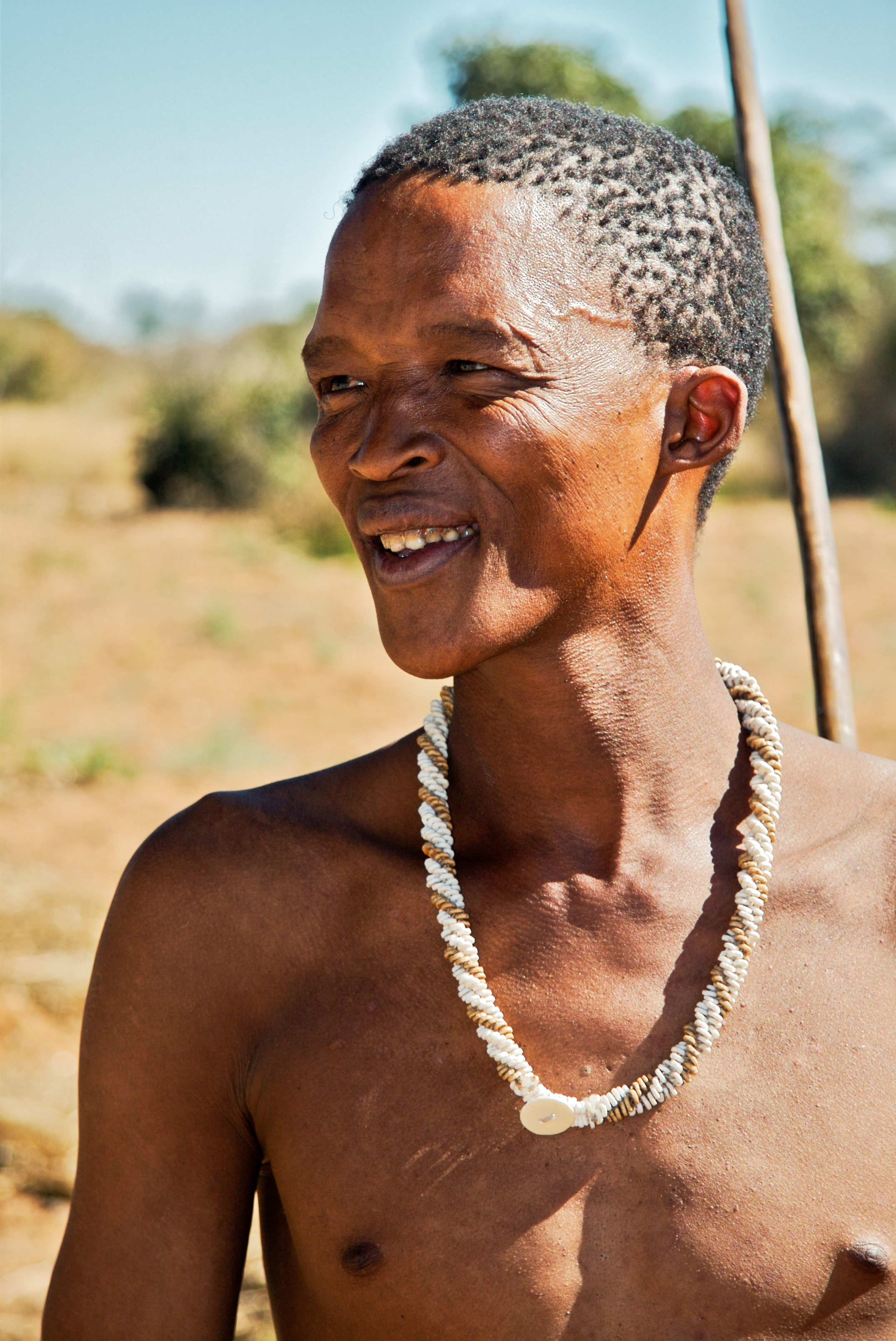
San de Namibie.

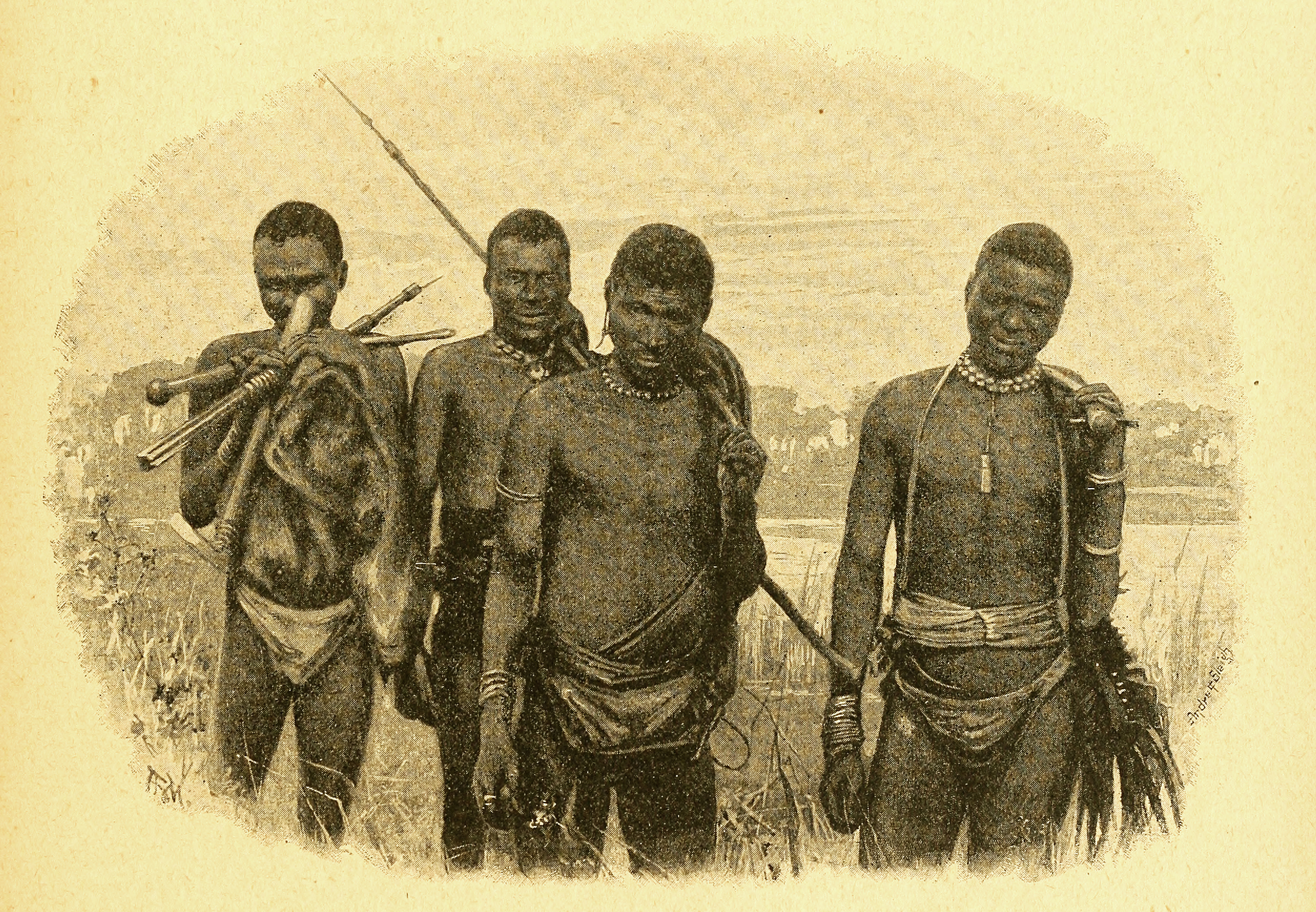
Chasseurs nomades (Bochimans Masarwa), nord du désert du Kalahari, publiée en 1892 (d'après une photogr. de Henry Anderson Bryden).

Les Bochimans sont les plus anciens habitants de l’Afrique australe, où ils vivent depuis au moins 44 000 ans. Ce peuple nomade de chasseurs-cueilleurs occupait jadis toute l'Afrique australe. Leur habitat actuel est réduit au désert du Kalahari.
Le séquençage de deux des treize fossiles de chasseurs-cueilleurs de l'abri sous roche d'Oakhurst en Afrique du Sud ont révélé une continuité génétique remarquable avec les San et Khoïkhoï (‡Khomani et Karretjiemense (af)) au cours des 10 000 dernières années,. Cette continuité ne sera bousculée qu'avec l'arrivée de populations ouest-africaines qui ont introduit leurs pratiques agropastorales il y a environ 1 300 ans.
L'arrivée successive des Khoïkhoï vivant de l'élevage et parlant une langue apparentée, puis des Bantous, agriculteurs sédentaires, a décimé cette population et l'a repoussée vers des terres de plus en plus ingrates. L'arrivée des Hollandais (Boers) et huguenots au XVIIe siècle puis des Britanniques acheva de les réduire à la misère en les chassant de leurs terres ancestrales. Au XVIIIe siècle, les fermiers se regroupaient en milices (kommando) qui lancèrent des expéditions contre les San.
Aujourd'hui relégués sur l'une des terres les plus ingrates du monde, le désert du Kalahari, les San risquent encore de devoir migrer car le gouvernement du Botswana affirme vouloir les intégrer aux bienfaits de la civilisation mais, selon les intéressés, il s'agit surtout de laisser la place à la prospection diamantaire que projetterait la De Beers.
En 1991, le Botswana Christian Council a publié un rapport à propos d'une affaire concernant des San suspectés de chasser sur une propriété privée et qui ont été appréhendés et torturés par des gardes des « Game reservations » (réserves pour safaris).
En 1997, beaucoup furent expulsés de chez eux dans le Kalahari et ceux qui sont restés ont subi des diminutions draconiennes de leur territoire de chasse, un harcèlement continuel et des tortures. Au début de l'année 2002, le harcèlement s'est intensifié : leurs pompes à eau ont été détruites, les réserves d'eau vidées dans le désert et la chasse et la cueillette interdites. Considérés comme des braconniers, pratiquement tous les San ont alors été expulsés de la Réserve du Kalahari mais un grand nombre d'entre eux est depuis retourné sur leurs terres ancestrales et beaucoup d'autres veulent en faire autant.
Les raisons de cette expulsion diffèrent grandement selon les parties. Le gouvernement botswanais met en avant le fait que les San ne vivaient plus selon leurs traditions, élevant du bétail et troublant ainsi l'équilibre écologique de la réserve. L'ONG britannique Survival International soupçonne quant à elle des intérêts liés aux mines de diamants. En 2006, après quatre ans de procédure, la Haute Cour botswanaise a reconnu l'illégalité et l'inconstitutionnalité de l'expulsion des San de la réserve animale du centre du Kalahari, sans pour autant imposer au gouvernement de fournir un accès à l'eau dans cette zone. Le gouvernement ne semble cependant pas enclin à leur faciliter la tâche. Fin 2007, les San ont annoncé au Botswana qu'ils intenteraient un nouveau procès au gouvernement s'ils ne peuvent retourner sur leur territoire. Le 21 juillet 2010, la Haute Cour botswanaise statue que les San ne peuvent utiliser ni construire de puits dans le désert du Kalahari, les privant ainsi d'approvisionnement en eau. En 2017, le Botswana comptait environ 63 500 San, ce qui en fait le pays comptant la plus forte proportion de San (2,8 % de la population).

## Culture

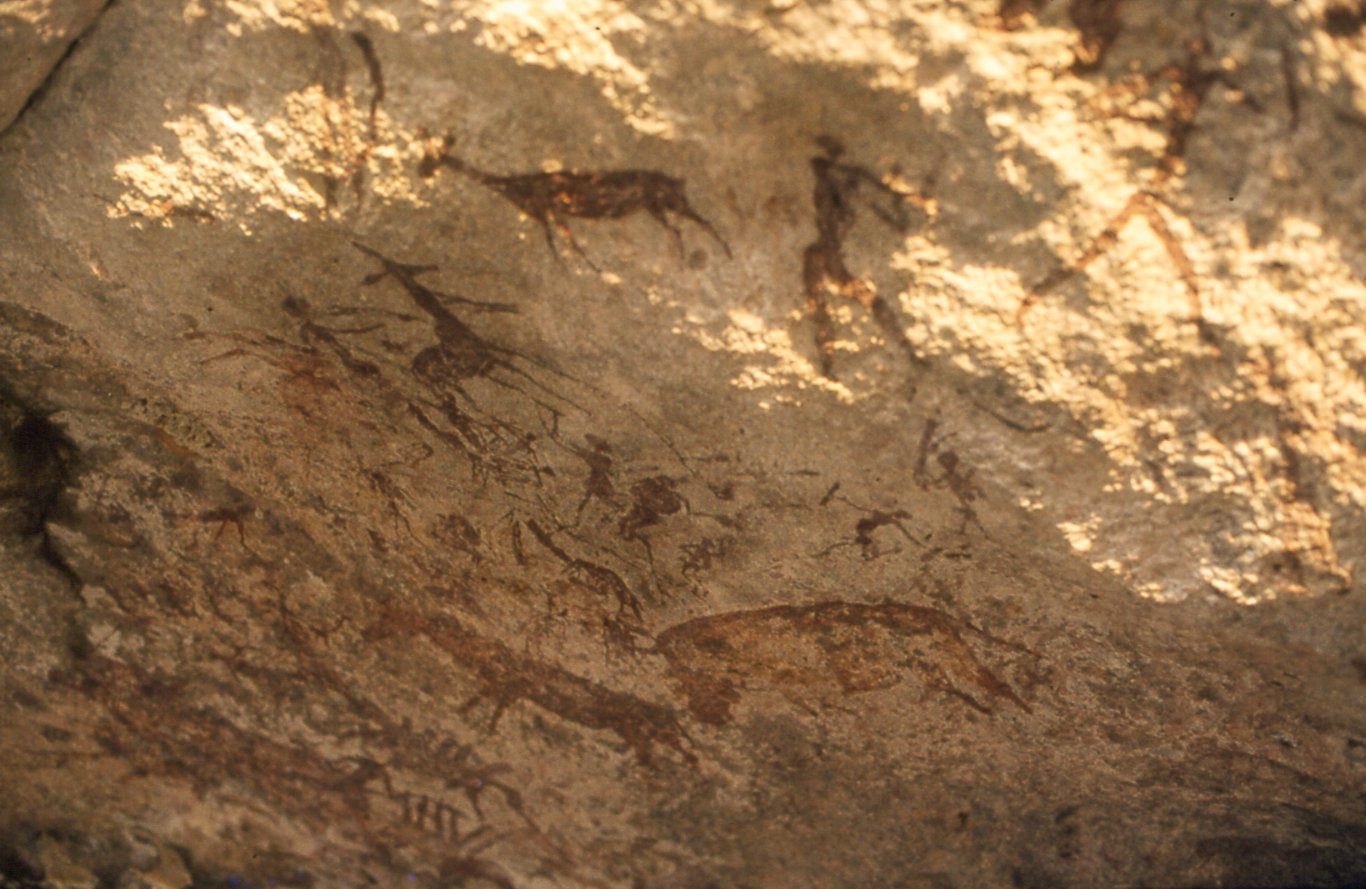
Peintures anciennes des San près de Murewa (Zimbabwe).

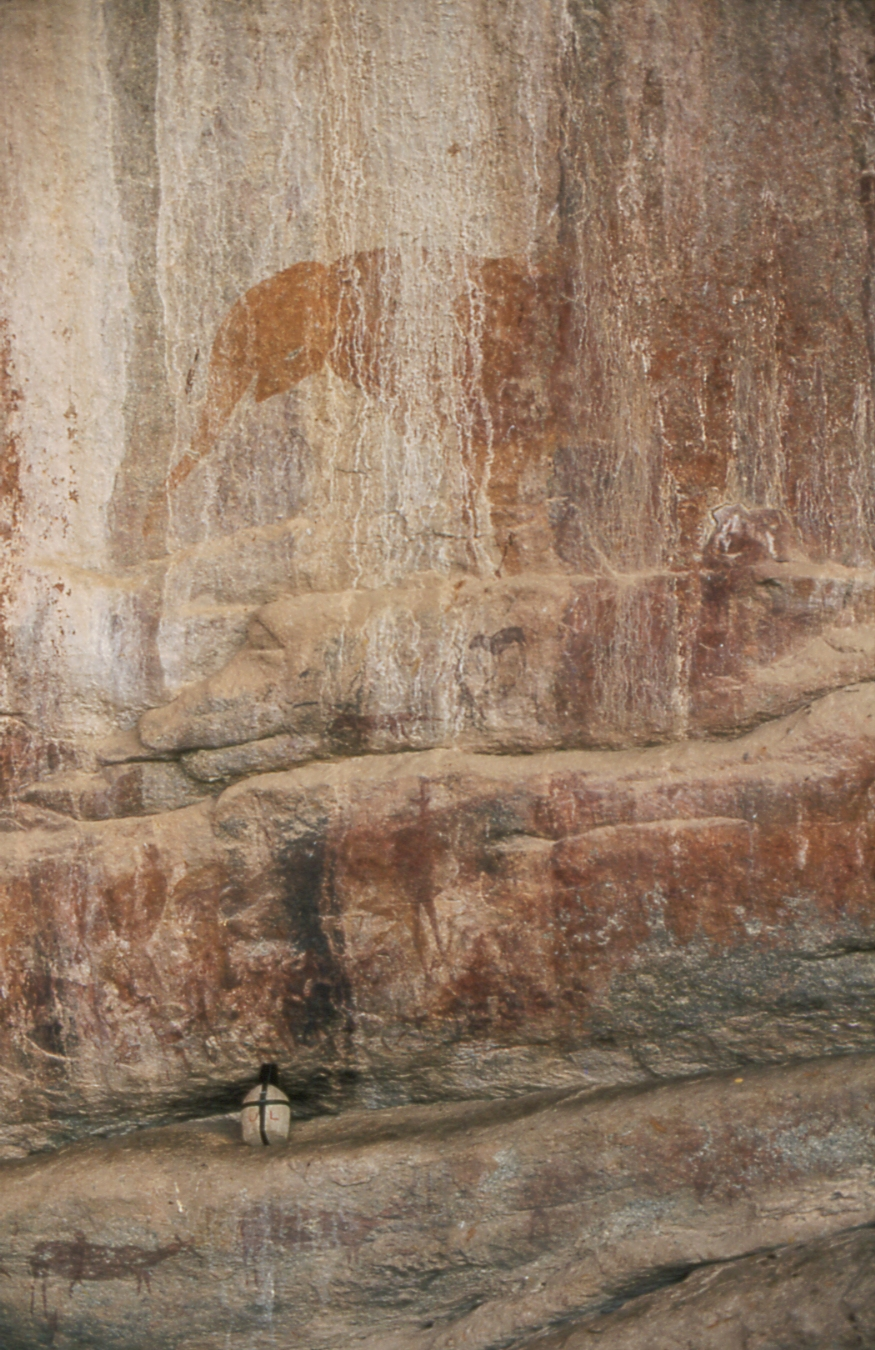
Peinture ancienne des San près de Murewa (ZW).

Les langues des San sont des langues khoïsan des groupes khoï, Tuu ou Kx'a. Ces langues différentes incorporent toutes des clics (consonnes inspirées) transcrits par des signes comme ǃ ou ǁ.
Les San sont des chasseurs-cueilleurs qui, pendant des milliers d'années, ont trouvé leur subsistance dans le désert grâce à leurs connaissances et à leurs compétences. Ils chassent — principalement plusieurs espèces d'antilopes — mais leur nourriture quotidienne a toujours été surtout constituée de fruits, baies et racines du désert. Ils se construisent des abris de bois temporaires. Beaucoup d'entre eux ont été forcés de quitter leur territoire et de vivre dans des villages situés dans des zones impropres à la chasse et à la cueillette.
Au Botswana notamment, ils subissent la discrimination et l'ostracisme de la société tswana malgré ou à cause du programme de sédentarisation lancé par le gouvernement. Relogés dans des camps misérables ou bien vivant dans les ranchs dans lesquels ils travaillent, les San sont rejetés et marginalisés, à l'instar des Aborigènes d'Australie. On recense 100 000 San dans toute l'Afrique australe aujourd'hui. Quelque 30 000 San vivraient encore au centre du Kalahari mais dans une réserve naturelle créée par le gouvernement botswanais. Ils poursuivent leur vie nomade, derniers survivants de ce que les archéologues ont appelé la « civilisation de l'arc ».
Les autres sont sédentarisés.
Leurs œuvres (scènes de guerre & chasse) sont peintes sur des rochers. On peut en voir de remarquables exemplaires dans les réserves naturelles du Cederberg et de Matjiesrivier.
Il existe un art rupestre, et un art contemporain san.
Selon Bradford Keeney, l'expérience chamanique des San est fondée sur le tremblement du corps (tête, membres, abdomen). Il considère que « le tremblement des San les conduit dans des sphères d’expériences mystiques et chamaniques, où toute perception est considérée comme transitoire et capable de changer de forme. Ici, le passé et le présent ne sont pas distincts, et les humains et les animaux ne le sont pas non plus. L’entrée dans cette expérience est provoquée par le tremblement, lequel, à son tour, est facilité par la musique et la danse. »

Transes de guérison (Botswana).
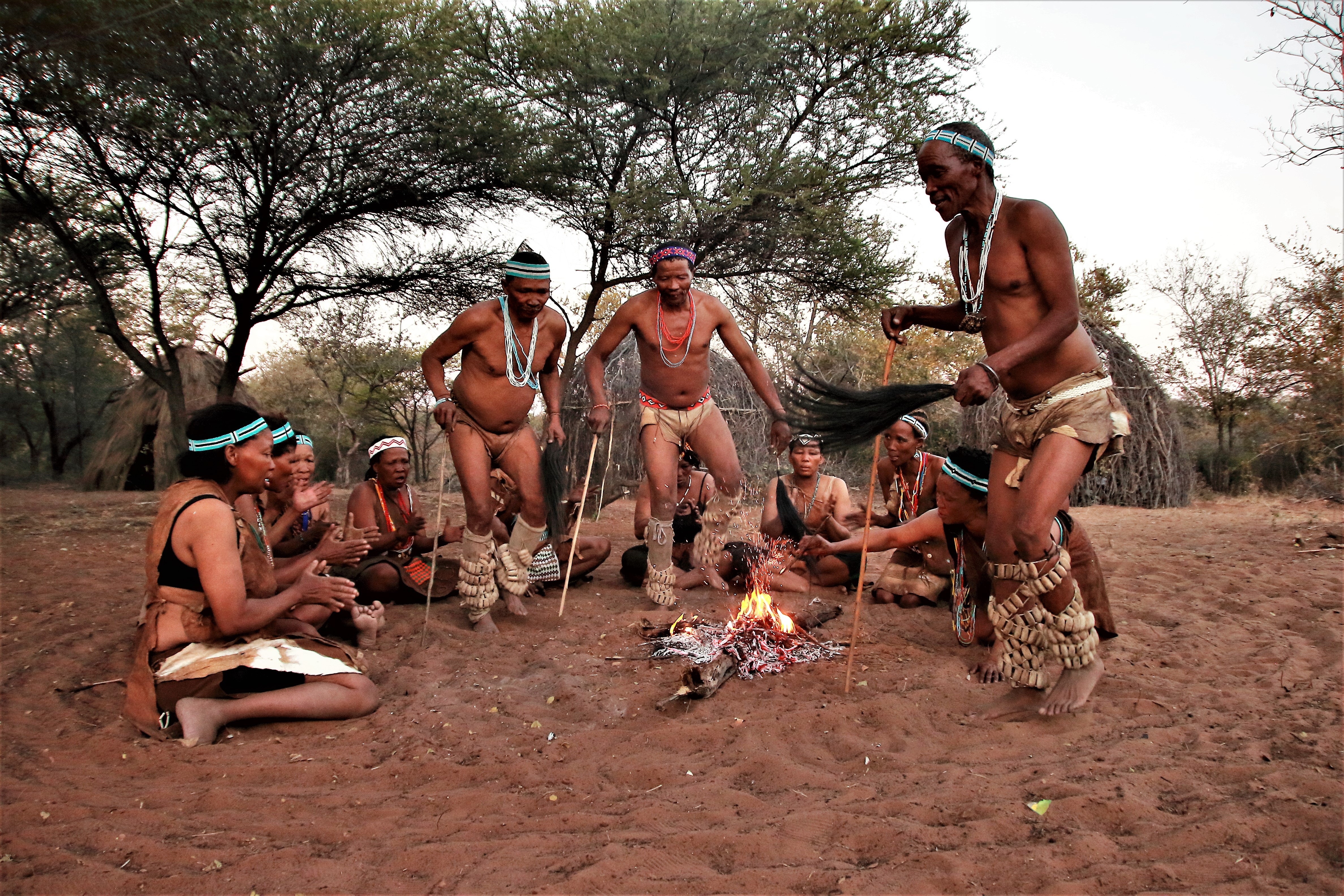
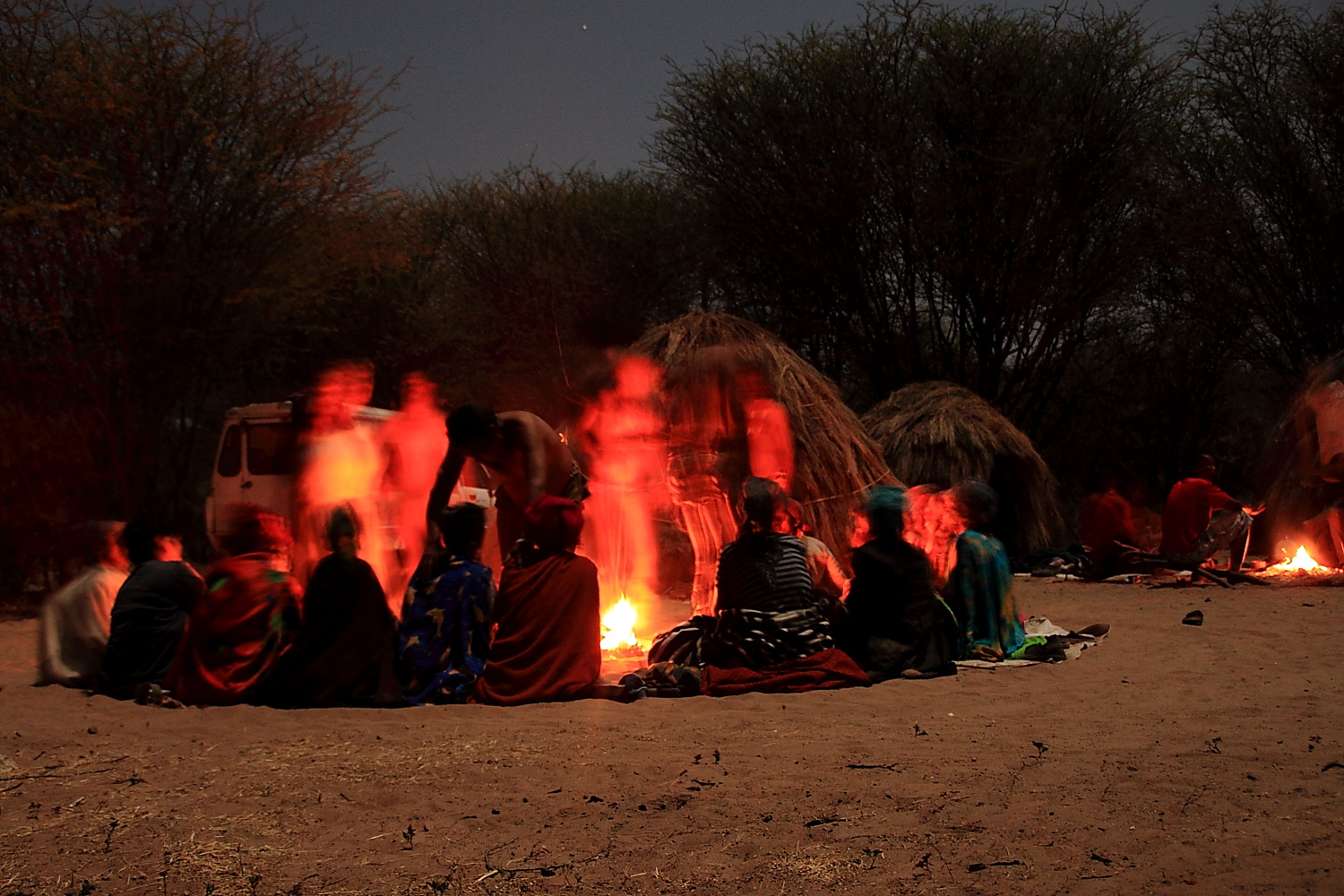
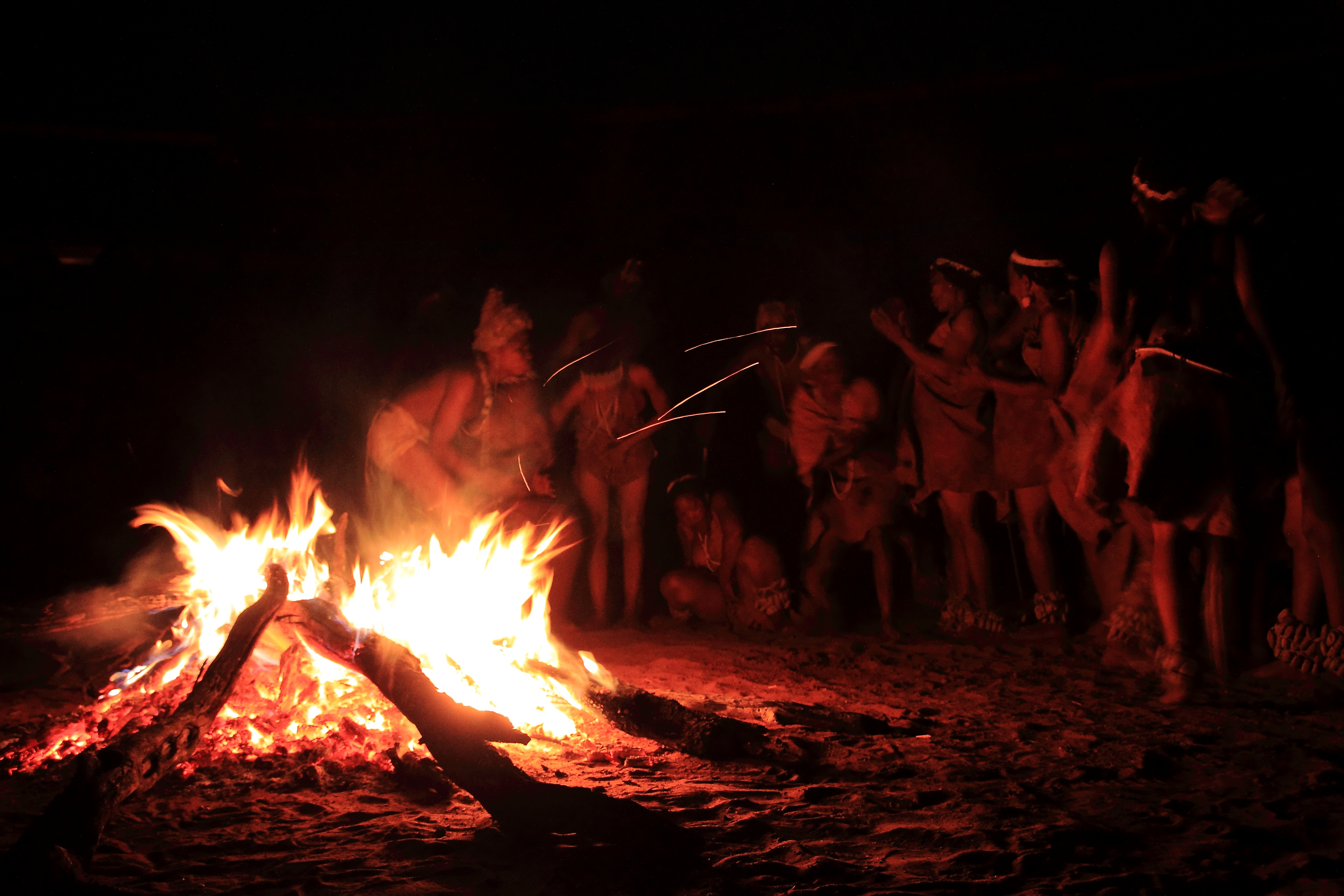

C'est une société matrilinéaire.

## Représentations littéraires et cinématographiques
Le grand succès du film Les dieux sont tombés sur la tête donna une notoriété éphémère à ce peuple dont la langue, comme les autres langues khoïsan et le xhosa (une langue bantoue ayant évolué au contact des langues khoïsan), comporte des clics (claquements).
Les San tiennent également une place centrale dans le roman d'Antoine Bello, Les Falsificateurs.
Dans le livre de Christopher Hope À travers l'Angleterre mystérieuse, le héros San, David Mungo Booi, élu par un conclave d'anciens, armé de la royale lettre, est chargé de demander à la Reine la protection autrefois promise. il a également pour mission d'évaluer la possibilité de créer dans l'île une colonie. Il découvre l'Angleterre à la manière des explorateurs occidentaux du XIXe siècle
Le roman de Bessie Head intitulé Marou met en scène une jeune femme San (« Marsawa ») élevée et éduquée par une missionnaire anglaise. Son arrivée comme institutrice sème le trouble dans la société d'une petite ville dans la mesure où elle incarne le paradoxe d'une personne éduquée et instruite revendiquant son appartenance à la tribu San réputée intouchable.

## Poème san
Prière à la lune
Prends ma figure et donne moi la tienne !

Prends ma figure, ma figure malheureuse

Donne-moi ta figure,

Avec laquelle tu reviens

Quand tu meurs

Quand tu disparais de ma vue

Tu te couches et reviens.

Laisse-moi te ressembler, parce que tu es pleine de joie

Tu reviens chaque fois plus vivante

Après que tu as disparu de ma vue

Ne nous as-tu pas promis jadis

Que nous aussi nous reviendrons

Et serons à nouveau heureux après la mort ?

### Filmographie
- Les dieux sont tombés sur la tête : film de Jamie Uys sorti en 1980
- Le Jardin secret des Bushmen, film documentaire de Rehad Desai sorti en 2006
- Femmes de pourpre, film de Pierre Mann, De visu productions, Strasbourg, 2007/2013, 52 min (DVD)
- Ils étaient une fois... Les Bushmen, film de Pierre Mann, De visu productions, Strasbourg, 2007/2015, 63 min (DVD)
- (en) Tracks across sand : the ‡Khomani San of the Southern Kalahari : the story of a land claim, film de Hugh Brody, Documentary Educational Resources, Watertown, 2012, 270 min (DVD)
- Entre nous / Between us, film de Stéphane Jourdain, La Huit, Paris, 2015, 52 min (DVD)
- Le Monde selon Tippi (1997) : documentaire évoquant la vie d'un enfant, Tippi, dont les parents sont photographes animaliers en brousse et qui tout jeune fréquente une tribu bushmen (relation de Tippi avec les bushmen à partir de la 24e minute du reportage que l'on peut trouver ici : youtube.com)